# Notocosa bellicosa
Notocosa bellicosa là một loài nhện trong họ Lycosidae. Chúng được Goyen miêu tả năm 1888, thường xuất hiện ở New Zealand.